# Han Gyeonghee
Han Gyeonghee (née le 9 juillet 1992) est une archère sud-coréenne. Elle a remporté une médaille aux championnats du monde de tir à l'arc sénior.

## Biographie
Han Gyeonghee fait ses premières compétitions internationales en 2009. En 2011, elle remporte le bronze lors des épreuves de tir à l'arc classique par équipe lors des championnats du monde.

## Palmarès
- Championnats du monde[1]
  -  Médaille d'or à l'épreuve par équipe femme aux championnats du monde junior de 2009 à Ogden.
  -  Médaille de bronze à l'épreuve par équipe femme aux championnats du monde 2011 à Turin (avec Ki Bo-bae et Jung Dasomi).

- Coupe du monde[1]
  -  Médaille d'or à l'épreuve par équipe femme à la coupe du monde 2011 de Porec.
  -  Médaille d'or à l'épreuve individuelle femme à la coupe du monde 2011 de Porec.
  -  Médaille de bronze à l'épreuve individuelle femme à la coupe du monde 2011 de Antalya.
  -  Médaille d'or à l'épreuve par équipe femme à la coupe du monde 2011 de Antalya.